# Riedesel zu Eisenbach
Riedesel zu Eisenbach ist ein deutscher Familienname.

## Namensträger
- Albrecht Riedesel zu Eisenbach (Politiker) (1856–1916), deutscher Politiker, MdL Hessen
- Albrecht Riedesel zu Eisenbach (Künstler) (1882–1955), deutscher Offizier und Künstler
- August Riedesel zu Eisenbach (1779–1843), hessischer Erbmarschall
- Carl Georg Riedesel zu Eisenbach (1746–1819), hessischer Erbmarschall und Landtagsabgeordneter
- Carl Ludwig Johann Hermann Riedesel zu Eisenbach (1782–1842), hessischer Kammerherr und Landtagsabgeordneter
- Friederike Riedesel zu Eisenbach (1746–1808), deutsche Schriftstellerin
- Friederike Riedesel zu Eisenbach (1774–1854), Gattin des preußischen Ministers Friedrich Wilhelm von Reden, siehe Friederike von Reden
- Friedrich Franz August Riedesel zu Eisenbach (1782–1853), hessischer Erbmarschall
- Friedrich Adolf Riedesel zu Eisenbach (1738–1800), hessischer General im Amerikanischen Unabhängigkeitskrieg, siehe Friedrich Adolf Riedesel
- Friedrich Georg Riedesel zu Eisenbach (1703–1775), Offizier und hessischer Erbmarschall
- Giesebert Riedesel zu Eisenbach (1883–1885), hessischer Erbmarschall, Landtagsabgeordneter

- Georg IV. Riedesel zu Eisenbach (unbekannt–6. Februar 1589 im Schloss Ludwigseck), 1582–1589 hessischer Erbmarschall
- Georg Riedesel zu Eisenbach (Erbmarschall, 1588) (1588–1640), hessischer Erbmarschall
- Georg Riedesel zu Eisenbach (Erbmarschall, 1657) (1657–1724), hessischer Erbmarschall
- Georg Riedesel zu Eisenbach (Landmarschall) (1785–1854), Landmarschall des Großherzogtums Sachsen
- Georg Riedesel zu Eisenbach (Erbmarschall, 1812) (1812–1881), hessischer Erbmarschall und Politiker, MdL Hessen
- Georg Riedesel zu Eisenbach (Erbmarschall, 1845) (1845–1897), hessischer Erbmarschall und Politiker, MdL Hessen
- Georg Riedesel zu Eisenbach (Landrat) (1876–1934), deutscher Verwaltungsjurist, Landrat von Hofgeismar
- Georg Friedrich Riedesel zu Eisenbach (1708–nach 1757), k.k. Generalfeldwachtmeister
- Georg Ludwig Riedesel zu Eisenbach (1725–1800), hessischer Erbmarschall
- Götz Riedesel zu Eisenbach (1882–1914), deutscher Legationssekretär und Offizier
- Hermann II. Riedesel zu Eisenbach († 1463), Erbmarschall von Hessen
- Hermann IV. Riedesel zu Eisenbach (1463–1529), Erbmarschall von Hessen
- Hermann Riedesel zu Eisenbach (1682–1745), Erbmarschall der Landgrafschaften von Hessen und Burggraf von Friedberg
- Hermann Riedesel zu Eisenbach (1682–1751), General und Erbmarschall der Landgrafschaften von Hessen
- Johann Conrad Riedesel zu Eisenbach (1742–1812), deutscher Standesherr und Erbmarschall der hessischen Landgrafen
- Johann Hermann Riedesel zu Eisenbach (1740–1785), deutscher Schriftsteller und Gesandter Friedrichs des Großen am Wiener Hof
- Johann Volprecht Riedesel zu Eisenbach (1696–1757), preußischer General
- Johann Wilhelm Riedesel zu Eisenbach (1705–1782), sächsisch-eisenachischer Hofgerichtsrat, Reichskammergerichtsassessor
- Jost Volprecht Riedesel zu Eisenbach (1663–1733), hessischer Erbmarschall
- Kurt Riedesel zu Eisenbach (1603–1665), hessischer Erbmarschall
- Ludwig Riedesel zu Eisenbach (1806–1858), hessischer Erbmarschall
- Ludwig Riedesel zu Eisenbach (1846–1924), hessischer Erbmarschall
- Moritz Riedesel zu Eisenbach (1849–1923), Landtagsabgeordneter Großherzogtum Hessen
- Valerie Riedesel (* 1964), deutsche Journalistin und Autorin
- Volpert Christian Riedesel zu Eisenbach (1708–1798), sächsischer General
- Volprecht Riedesel zu Eisenbach (Erbmarschall, 1500) (Volprecht I.; 1500–1563), hessischer Erbmarschall, Oberamtmann der Niedergrafschaft Katzenelnbogen
- Volprecht Riedesel zu Eisenbach (Erbmarschall, 1578) (Volprecht IV.; 1578–1632), hessischer Erbmarschall
- Volprecht Riedesel zu Eisenbach (Erbmarschall, 1628) (Volprecht XI.; 1628–1698), hessischer Erbmarschall
- Volprecht Riedesel zu Eisenbach (Erbmarschall, 1852) (Ludwig Hermann Volprecht Riedesel zu Eisenbach; 1852–1939), deutscher Standesherr und Erbmarschall in Hessen
- Wilhelm Riedesel zu Eisenbach (1850–1918), deutscher Rittergutsbesitzer, Verwaltungs- und Hofbeamter
- Wilhelm Riedesel von Eisenbach (Generalmajor) (1736–1798), k.k. Generalmajor